# Municipio de Greensboro
El municipio de Greensboro (en inglés: Greensboro Township) es un municipio ubicado en el condado de Henry en el estado estadounidense de Indiana. En el año 2010 tenía una población de 1728 habitantes y una densidad poblacional de 26,05 personas por km².

## Geografía
El municipio de Greensboro se encuentra ubicado en las coordenadas 39°53′43″N 85°29′35″O / 39.89528, -85.49306. Según la Oficina del Censo de los Estados Unidos, el municipio tiene una superficie total de 66.34 km², de la cual 66,16 km² corresponden a tierra firme y (0,27 %) 0,18 km² es agua.

## Demografía
Según el censo de 2010, había 1728 personas residiendo en el municipio de Greensboro. La densidad de población era de 26,05 hab./km². De los 1728 habitantes, el municipio de Greensboro estaba compuesto por el 98,96 % blancos, el 0,23 % eran afroamericanos, el 0,17 % eran amerindios, el 0,29 % eran asiáticos, el 0,06 % eran de otras razas y el 0,29 % eran de una mezcla de razas. Del total de la población el 0,41 % eran hispanos o latinos de cualquier raza.